# Деббі Данн
Деббі Данн (англ. Debbie Dunn; нар. 26 березня 1978) — американська легкоатлетка, яка спеціалізувалася на спринті.

## Спортивні досягнення
Чемпіонка світу з естафетного бігу 4×400 метрів (2009). Фіналістка (6-е місце) чемпіонату світу з бігу на 400 метрів (2009).
Чемпіонка світу в приміщенні з бігу на 400 метрів та естафетного бігу 4×400 метрів (2010). Срібна призерка чемпіонату світу в приміщенні естафетного бігу 4×400 метрів (2006).
Переможниця в естафетному бігу 4×400 метрів на Континентальному кубку (2010). Була 2-ю на Континентальному кубку в бігу на 400 метрів (2010).
Бронзова призерка Панамериканських ігор з естафетного бігу 4×400 метрів (2007).
Чемпіонка США з бігу на 400 метрів (2010).
Чемпіонка США в приміщенні з бігу на 400 метрів (2010).

## Допінг
У серпні 2012 була дискваліфікована на 2 роки за порушення антидопінгових правил внаслідок виявленні в її організмі заборонених речовин.